# Горст Злефогт
Горст Злефогт (нім. Horst Herbert Slevogt; 4 липня 1922, Екернферде — 20 листопада 2011, Екернферде) — німецький офіцер-підводник і банківський менеджер, оберлейтенант-цур-зее крігсмаріне.

## Біографія
1 грудня 1939 року вступив на флот. З 24 січня 1942 року — 2-й, з грудня 1942 року — 1-й вахтовий офіцер на підводному човні U-218. В червні-липні 1943 року пройшов курс командира човна. З 20 липня 1943 по 31 жовтня 1944 року — командир U-62, з 12 лютого по 3 травня 1945 року — U-3032. Після війни працював менеджером різноманітних банків, займався дослідженням історії рідного міста і надавав консультації СДПН.

## Звання
- Кандидат в офіцери (1 грудня 1939)
- Морський кадет (1 травня 1940)
- Фенріх-цур-зее (1 листопада 1940)
- Оберфенріх-цур-зее (1 листопада 1941)
- Лейтенант-цур-зее (1 травня 1942)
- Оберлейтенант-цур-зее (1 грудня 1943)

## Нагороди
- Почесний професор банківської справи Кільського університету